# Трухан, Юрий Антонович
Ю́рий Анто́нович Труха́н (бел. Юрый Антонавіч Трухан; род. 26 июня 1961) — советский и белорусский футболист, защитник.

## Карьера
Первый тренер — Юрий Иванович Погальников. С 1978 по 1988 года играл за минское «Динамо», вместе с которым стал чемпионом СССР. После тяжёлой травмы в 1987 году на прежний уровень так и не вышел и вскоре покинул команду. В 1989 году выступал во Второй лиге за ворошиловградскую «Зарю». Последующие два сезона отыграл во владивостокском «Луче». В 1992 году подписал контракт с бобруйским «Шинником». Летом уехал в Германию, играл за бад-беркский «Айнтрахт» и «Гебезе». Покинул Германию из-за проблем с визой. В 1994 году провёл 3 матча во Втором дивизионе России, играя за «Самотлор‑XXI».

## Достижения
- Чемпион СССР: 1982
- Бронзовый призёр чемпионата СССР: 1983
- Финалист Кубка СССР: 1986/87
- Бронзовый призёр Первой лиги: 1978